# 巴拉那州阿尔塔米拉
巴拉那州阿尔塔米拉（葡萄牙語：Altamira do Paraná）是巴西巴拉那州的一个市镇。总面积388.634平方公里，总人口4101人，人口密度10.6人/平方公里。